# Stara Synagoga w Piotrkowie Trybunalskim
Stara Synagoga w Piotrkowie Trybunalskim – drewniana synagoga znajdująca się w Piotrkowie Trybunalskim przy obecnej ulicy Jerozolimskiej.
Synagoga została zbudowana w 1689 roku za przywilejem króla Jana III Sobieskiego nadanego w Jarosławiu w 1679 roku. 
Synagoga została spalona w 1740 roku przez uczniów szkół jezuickich i pijarskich podczas zamieszek antyżydowskich. W latach 1791–1793 na jej miejscu wzniesiono nową, murowaną synagogę, zwaną później Wielką.